# Mallada
Mallada är ett släkte av insekter. Mallada ingår i familjen guldögonsländor.

## Dottertaxa tillMallada, i alfabetisk ordning[1]
- Mallada adamsi
- Mallada albofacialis
- Mallada alcines
- Mallada alticolus
- Mallada anpingensis
- Mallada araucariae
- Mallada basalis
- Mallada bertrani
- Mallada caesus
- Mallada camptotropus
- Mallada chailensis
- Mallada clavatus
- Mallada crassoneurus
- Mallada darwini
- Mallada desjardinsi
- Mallada dierli
- Mallada dispar
- Mallada dubius
- Mallada eurycistus
- Mallada flaveolus
- Mallada flavimaculus
- Mallada herasinus
- Mallada ignitus
- Mallada incurvus
- Mallada innotatus
- Mallada isophyllus
- Mallada khandalensis
- Mallada khandalinus
- Mallada kinnaurensis
- Mallada krakatauensis
- Mallada lavatus
- Mallada maculithorax
- Mallada madestes
- Mallada maquilingi
- Mallada meloui
- Mallada metastigma
- Mallada morotus
- Mallada murreensis
- Mallada nanningensis
- Mallada neglectus
- Mallada nepalicus
- Mallada nesophilus
- Mallada neus
- Mallada nigrilabrus
- Mallada notalis
- Mallada noumeanus
- Mallada nuristanus
- Mallada oblongus
- Mallada obvius
- Mallada opimus
- Mallada personatus
- Mallada rocasolanoi
- Mallada sanvitoresi
- Mallada satilota
- Mallada signatus
- Mallada sumatrensis
- Mallada traviatus
- Mallada tripunctatus
- Mallada tropicus
- Mallada vartianorum
- Mallada viridianus
- Mallada yangae